# 白水镇 (汨罗市)
白水镇，中华人民共和国湖南省岳阳市汨罗市下属的一个镇，位于汨罗市西南部。京广铁路经过镇区。
辖1个社区居委会，24个建制村，总面积81平方千米，总人口4.02万人，镇人民政府驻白水（原白水镇人民政府驻地）。

## 建制沿革
- 1949年，属川山坪办事处；
- 1956年，设白水乡；
- 1958年，改设大众公社（后改白水公社）；
- 1961年，析出古培、大众等公社；
- 1978年，析出大华、华中与县农所合并建原种场；
- 1984年，改置白水乡，旋即改置白水镇。
- 2015年，将原种场代管的前进、华中、大华、全民4个建制村划归白水镇管辖。

## 行政区划
下辖1个社区居委会和24个建制村：
- 白水社区
- 白水村、群玉村、石云村、藕花村、闵家村、越江村、清明村、西长村、高冲村、双石村、邓家村、王家村、关北村、行建村、双桥村、石板村、毛岭村、大塘村、白米村、唐山村
- （原汨罗市原种场代管）前进村、华中村、大华村、全民村